# Liberal mångfald
Förbundet Liberal Mångfald (LM) är en organisation knuten till Liberalerna, men det finns inga formella band till partiet sen landsmötet 2013 i Karlstad. Det bildades 1988 under namnet Liberala Invandrarförbundet (LIF). LM arbetar för frågor kring integration, invandring och mångfald, samt för att personer med invandrarbakgrund ska bli aktiva i Liberalerna.
Liberal Mångfald består av ett riksförbund samt lokalföreningar i Stockholm, Göteborg, Umeå och Östergötland. Det högsta beslutande organet är förbundsstämman som hålls varje år.

## Ordförande
- Ismail Kamil 2000-2005
- Maria Halkiewicz 2010-